# الشركة الوطنية للسكك الحديدية التونسية
الشركة الوطنية للسكك الحديدية التونسية (SNCFT)، هي الشركة الحكومية المكلفة باستغلال وتشغيل خطوط سكك الحديد في تونس . كما أنها مسؤولة عن إدارة وصيانة وتشغيل كل خطوط شبكة السكك الحديدية و التي يبلغ طولها 2153 كيلومترا إضافة إلى تسيير 200 محطة قطار.

## تاريخ خطوط الشركة
ترجع جذور الشركة إلى إنشاء خط تونس - حلق الوادي عام 1872. ثم فيما بين عامي 1878 و1916 تم تشغيل عدة خطوط في الشمال من أبرزها خط حمام الأنف وخط تونس - غار الدماء. أما في الجنوب فقامت الشركة الفرنسية للفسفاط وشركة السكة الحديدية صفـاقس ـ قفصة ابتداء من عام 1885 بإنشاء خط صفاقس - قفصة ـ المتلوي ـ المظيلة ـ تابديت ـ الرديف ـ أم العرائس بغرض نقل الفوسفات. وبعد الاستقلال تأسست الشركة الوطنية للسكك الحديدية التونسية بمقتضى أمر صـدر في 27 ديسمبـر 1956 لتتسلم الخطوط الشمالية، ولم تتسلم الخطوط الجنوبية من شركة فسفاط قفصة إلا في 31 ديسمبر 1966.

## الشبكة

تطوير شبكة سكك الحديد التونسية مابين سنة 1872 - 1940

يبلغ طول خطوط سكك الحديد التونسية حوالي ألفي كيلومتر.
تؤمن الشركة نشاطها بواسطة 5 وحدات متخصصة:
- وحدة أعمال نقل المسافرين على الخطوط البعيدة

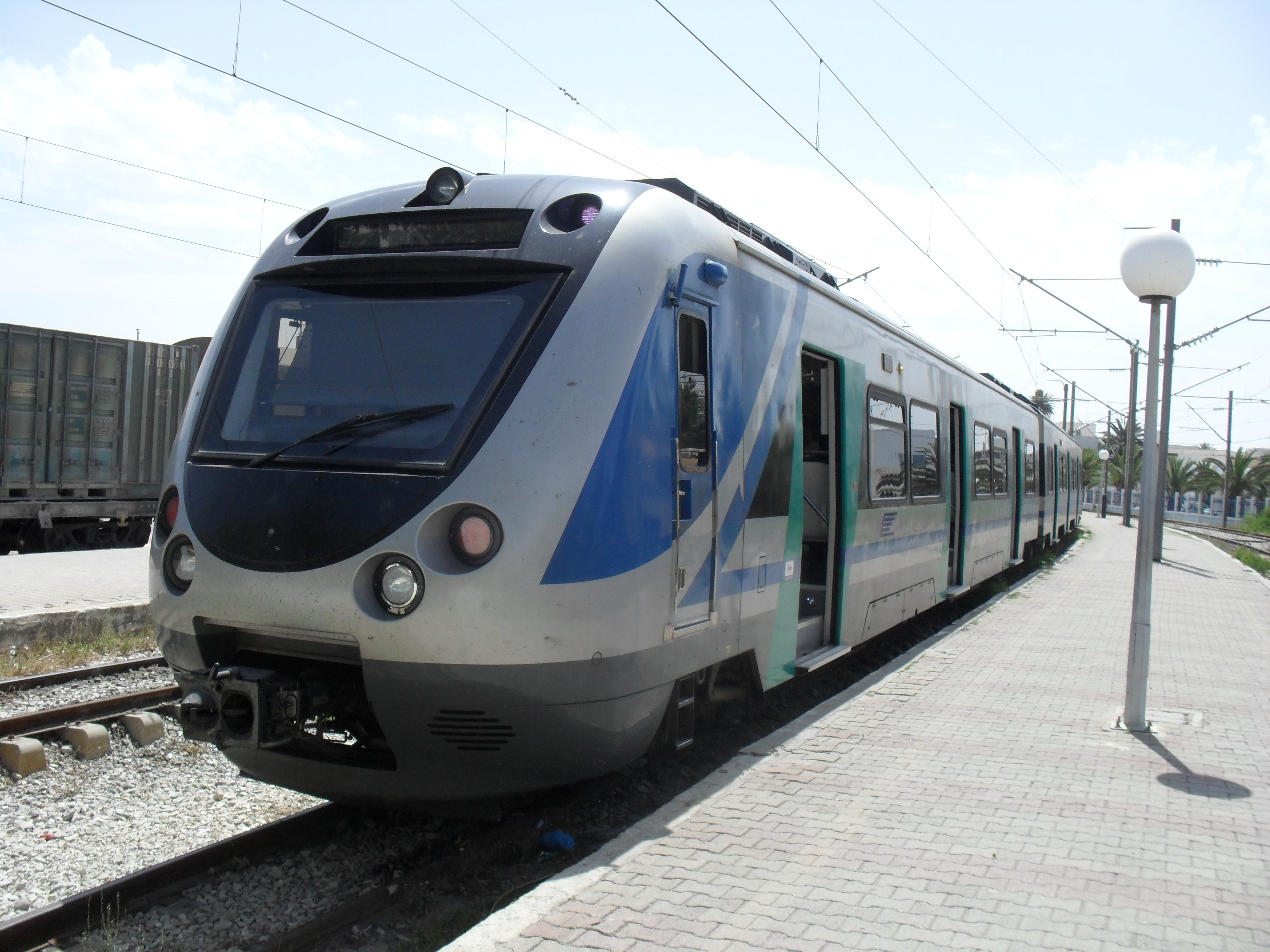
صورة للقطار الكهربائي الجديد الذي يشتغل عبر خط الضاحية الجنوبية لتونس

- وحدة أعمال نقل المسافرين على خطوط أحواز تونس
- وحدة أعمال نقل المسافرين على خط أحواز الساحل
- وحدة نقل الفسفاط.
- وحدة نقل البضائع.

وحدة صيانة القاطرات

## وصلات خارجية
- الشركة الوطنية للسكك الحديدية التونسية.